# Monfumo
Monfumo är en ort och kommun i provinsen Treviso i regionen Veneto i Italien. Kommunen hade 1 324 invånare (2018).